# レフェラルサービス
レフェラルサービス（referral service）とは、図書館利用者の依頼に応じた図書館員が、利用者が必要とする情報の情報源となりうる人もしくは機関・組織を知らせるサービス。主として他の図書館や博物館、研究機関、専門家への紹介などの他、インターネットを用いた非記録情報へのアクセスなども含まれている。リフェラルサービスとも。
図書館のレファレンスサービスでは十分対応しきれない、専門的あるいは最新の課題についての情報提供のために行われることが多い。
こうしたサービスを確立するためには、こうした館外情報源の名簿作成や相互交流などを通じた協力関係の構築が図書館側に求められる。図書館員は利用者との面接・カウンセリングを通じて、利用者の求める情報を持っていると考えられる情報源の役割と援助可能と思われる情報を提供するだけでなく、時には代わりにアポイトメントを取るなどの仲介の役割を果たす場合もある。